# 1405
Cette page concerne l'année 1405  du calendrier julien.
L'année 1405 est une année commune qui commence un jeudi.

## Événements
- 19 janvier : mort de Tamerlan à Otrar. Querelles de succession entre ses fils et petit-fils. Déclin de l'Empire timuride[1].
- 18 mars : Khalîl, quatrième fils de Mîrân-châh, se fait proclamer sultan timouride à Samarkand au détriment de son cousin Pir Muhammad. Déséquilibré, il est déposé par les émirs et remplacé par le fils survivant de Tamerlan, le gouverneur du Khorassan Shah Rukh en 1407[1].
- 11 juillet : Zheng He reçoit l'ordre de l'empereur Ming Yongle d'accomplir une expédition dans l'océan Indien (fin le 2 octobre 1407)[2].

- 8 octobre : l'empereur Ming de Chine reçoit une ambassade de Malacca. Il accorde le titre de roi au fondateur de la ville Parameswara le 11 novembre[3].
- 12 novembre : Mallu Ikbal, vizir du sultanat de Delhi qui exerçait le pouvoir, est tué dans un combat contre le gouverneur de Multân[4].

- Une guerre civile éclate dans le royaume javanais de Majapahit (1405-1406)[5].
- Ahmat Djalaïr, ancien gouverneur mongol, se rétablit à Bagdad à la mort de Tamerlan[1].

### Europe
- 1er janvier : Isabeau de Bavière offre au roi Charles VI le Goldenes Rössl en cadeau d'étrennes[6].
- Fin février, France : Jean sans Peur se dispute au Conseil avec le duc Louis d'Orléans au sujet de la levée des tailles[7]. Les deux hommes en viennent aux armes au cours de l'été, puis se réconcilient le 16 octobre[8].
- 15 avril et 4 août : lois fondamentales de Sigismond de Hongrie. Uniformité des poids et mesures, interdiction des guerres privées, augmentation des droits des paysans, règlementation des douanes, exclusivité du monnayage à la couronne, droit pour les propriétaires des mines de les exploiter eux-mêmes, alors qu’elles étaient jusque-là monopole royal[9]. Les privilèges de la noblesse sont cependant accrus : elle reçoit le droit de justice sur les tenanciers et les redevances paysannes sont augmentées.
- 16 mai[10] : le pape d’Avignon Benoît XIII arrive à Gênes. Il part le 8 octobre à la suite des ravages de la peste.
- Mai : l'archevêque d'York Richard le Scrope publie un manifeste qui reproche à Henri IV d'Angleterre la mort honteuse du roi Richard. Scrope, Percy et Thomas de Mowbray, comte de Norfolk prennent les armes contre le roi[11].
- 27 mai : Scrope et Mowbray, abandonnés par Percy, sont pris par la ruse du comte de Westmorland et de Jean de Lancastre et sont exécutés le 8 juin[11].
- 8 juin : exécution de l'archevêque d'York Richard le Scrope et du comte de Norfolk[11].
- 17 juin : victoire des Suisses sur les Habsbourg à la bataille au Stoss[12].
- 23 juin : la république de Venise prend Vérone à Francesco II da Carrara[13].
- 24 juin : le pape Innocent VII appelle l’attention de l’archevêque de Prague sur les progrès de l’hérésie de John Wyclif en Bohême[14].
- Juillet : la France intervient pour soutenir les révoltés du pays de Galles contre l'Angleterre. Une flotte de 12 000 hommes commandés par Jean II de Rieux quitte Brest pour rejoindre les forces d'Owain Glyndŵr à Milford, dans le Pembrokeshire. Les forces coalisées s'emparent de Carmarthen et d'autres places puis envahissent l'Angleterre. Ils sont arrêtés par une armée anglaise avant Worcester[15]. Manquant de vivres, les Français rembarquent sans qu'aucun affrontement décisif n'ait eu lieu.
- 27 août : traité entre les Visconti, Boucicaut et Florence. Pise est vendue à Florence. Elle résiste en vain (1404-1406)[16].
- 14 septembre : ligue de Marbach conclue pour cinq ans entre l'électeur de Mayence, le margrave de Bade, le comte de Wirtemberg, la ville de Strasbourg et dix-sept villes de Souabe. Formée officiellement pour le maintien de l'ordre public, elle est véritablement dirigée contre le roi des Romains Robert Ier de Bavière[17].
- 17 novembre : prise de Padoue par les Vénitiens. Francesco II da Carrara et son fils sont faits prisonniers[13].
- Ouverture à Bremme du Bremen Ratskeller, mythique restaurant traditionnel toujours ouvert de nos jours.